# 影の顔
『影の顔』（かげのかお）は、NHK「銀河ドラマ」で1970年8月10日から8月14日まで放送された連続テレビドラマである。白黒作品。全5回。NHK大阪制作。

## 概要
「銀河ドラマ」第35作。外国作品の翻案ものとしては5作目にあたる。妻とその仲間が夫を欺いて社会的生命を抹殺する完全犯罪を描くサスペンスドラマ。

## 物語
館山産業社長の源太郎は元社長の未亡人朝子を妻にして会社の発展に尽くしてきたが、爆発事故に遭い失明してしまう。朝子の勧めで始めた点字の勉強も長続きせずイライラを募らせる源太郎を、朝子や副社長の岡辺はおろか運転手の倉田までもが疎んじ始める。やがて会社は朝子の意のままになっていく。

## キャスト
- 館山源太郎 ………… 二谷英明
- 館山朝子 …………… 久保菜穂子
- 館山駿治 …………… 細川俊之
- 岡辺辰彦 …………… 夏目俊二
- 老女中お糸 ………… 毛利菊枝
- 渡辺 ………………… 草薙幸二郎
- お手伝い春恵 ……… 時美沙
- 運転手倉田 ………… 田畑猛雄
- 医師 ………………… 田畑実行
- 看護婦 ……………… 香月京子

## スタッフ
- 原作：ボワロー＝ナルスジャック
- 脚本：中沢昭二
- 演出：広瀬満
- 音楽：奥村貢
- 制作：山田勝美

## 参考資料
- 「テレビジョンドラマ」（放送映画出版）